# Баја Саитовић-Лукин
Бајрам Баја Саитовић-Лукин је био ромски песник, преводилац, активиста и саветник за ромска питања у Канцеларији за људска и мањинска права Владе Србије.

## Биографија
Баја Саитовић-Лукин рођен је 1954. године у Прокупљу, где је завршио основну и средњу техничку школу. Филозофски факултет завршио је у Скопљу, и магистрирао социологију.
Радио је као професор филозофије и етике у средњој школи у Прокупљу, и био директор предшколске установе Невен.
Био је и саветник за ромска питања у Канцеларији за људска и мањинска права Владе Србије. Преминуо је у 64. години.

## Књижевно-научни рад
Био је сарадник у Топличким новинама. Објавио је неколико радова о културном идентитету Рома. Сарађивао је у истраживању и писању књиге Култна места и култура смрти међу Ромима. Обајвио је Културни идентитет Рома у Топличком крају 2014. и, Религија и верски обичаји Рома 2016. године.
Превео је на ромски Мачке перу веш: бајке Рома југоисточне Србије, и књигу за децу Ђак првак – Angluno sikavno.
Његова поезије је заступљена у Антологији ромске поезије у Србији.
Двојезичну збирку песама Ak avilam = Ево стигли смо  објавио је 1999. године.
Освојио је прва места на Републичком такмичењу за поезију Рома и на Међународном такмичењу за поезију Рома у Будимпешти.